# Bitwa nad Dźwiną
Bitwa nad Dźwiną (znana także jako bitwa pod Rygą lub bitwa pod Kokenhuzą) – starcie zbrojne, które miało miejsce 19 lipca 1701 roku podczas III wojny północnej.
Armia szwedzka licząca 7 000 żołnierzy przekroczyła Dźwinę pod osłoną dymów. W tym samym czasie wykorzystując zasłonę dymną Szwedzi wprowadzili na rzekę żaglowce, które pomogły w przeprawie. Karol XII natychmiast po udanej przeprawie uderzył rano o 9:00 na zaskoczoną armię sasko-rosyjską 12 000 żołnierzy Sasów i 10 000 Rosjan (na odgłos bitwy Rosjanie rozpoczęli odwrót w górę rzeki) dowodzoną przez feldmarszałka von Steinaua, która obozowała na łąkach rozciągających się na południowym brzegu Dźwiny. Gdy dymy opadły, wódz feldmarszałek Steinau zorientował się w sytuacji i przeprowadzał czterokrotnie kontratak. Dwa razy kontratakował piechotą, a dwa razy kawalerią. Siły szwedzkie będące pod osobistym dowództwem Karola XII nie dały się zepchnąć z powrotem za Dźwinę. W znaczącym stopniu pomógł im w tym ogień z dział pokładowych barek, które wcześniej wpłynęły do rzeki. Następnie Szwedzi uszykowali się i ruszyli do drugiego ataku. Po dwóch godzinach walki i przy wsparciu dział okrętowych wygrali, zmuszając Sasów do odwrotu. Wkrótce po tym pozostała część sił szwedzkich przeprawiła się na drugi brzeg Dźwiny. W bitwie Szwedzi stracili 400 zabitych i 100 rannych, natomiast Sasi – 2 000 zabitych.
Znakomite zwycięstwo było efektem gruntownie przemyślanego i przygotowanego planu, na podstawie którego w bitwie użyto kombinacji sił lądowych i morskich z dodatkowym wsparciem zasłony dymnej. Wkrótce Szwedzi opanowali Kurlandię, a armia Karola XII udała się do Bauska, gdzie stacjonowała do 11 sierpnia.